# Douglas E. Winter
Pour les articles homonymes, voir Winter.
Douglas E. Winter, né le 30 octobre 1950 à St. Louis dans l’état du Missouri, est un avocat, un critique littéraire et un écrivain américain.

## Biographie
Douglas E. Winter grandit à Granite City dans l’Illinois. Diplômé de la faculté de droit de Harvard en 1975, il devient avocat à Washington DC. Un intérêt marqué pour l’horreur l’amène à entrer dans l’univers littéraire. En parallèle à son métier d’avocat, il devient critique et auteur. Il publie les biographies de Stephen King et Clive Barker, coordonne plusieurs anthologies de nouvelles et publie un recueil d’interviews couronné d’un spécial World Fantasy Award en 1986 dans la catégorie non professionnel. Il est l’auteur de plusieurs nouvelles, d’une bande dessinée et  d’un roman, Run, publié dans la collection La Noire sous le titre La Course de Burdon Lane. Son anthologie Prime Evil est publié sous le titre Treize histoires diaboliques et contient des nouvelles de Stephen King, Clive Baker, Peter Straub, Whitley Strieber, Paul Hazel, David Morell, Ramsey Campbell, Jack Cady ou Thomas Ligotti.

## Œuvre

### Roman
- Run (2000) Publié en français sous le titre La Course de Burdon Lane, Paris, Gallimard, La Noire, 2003.

### Essais et biographies
- Stephen King: The Art of Darkness (1982)
- Shadowings: Reader's Guide to Horror Fiction, 1981-82 (1983)
- Faces of Fear: Encounters With the Creators of Modern Horror (1985, réédition 1990)
- Clive Barker: The Dark Fantastic (1987)
- American Zombie (2008)

### Bande-dessinée
- A Little Brass Book of Full Metal Fiction (2007)

### Anthologie
- Prime Evil (1988) Publié en français sous le titre Treize histoires diaboliques, Paris, Albin Michel, 1990 ; réédtion, Paris, Presses-Pocket no 9075, 1992

### Nouvelles
- Street life (1985)
- Splatter: A Cautionary Tale (1987)
- The Happy Family (1989) (avec Melissa Mia Hall)
- Less Than Zombie (1989)
- Black Sun (1991)
- If Today was Not an Endless Highway (1991)
- Bright Lights, Big Zombie (1992)
- Loop (1995)
- Playing Dolls (1995) (avec Melissa Mia Hall)
- Finding My Religion (1997)
- The Zombies of Madison County (1997)
- The Pathos of Genre (1999)

## Prix et distinctions notables
- 1986 : prix World Fantasy pour le recueil d’interview Face of fear.
- 2000 : nomination au Prix Bram Stoker du meilleur premier roman pour La Course de Burdon Lane.